# Clapps Liebling

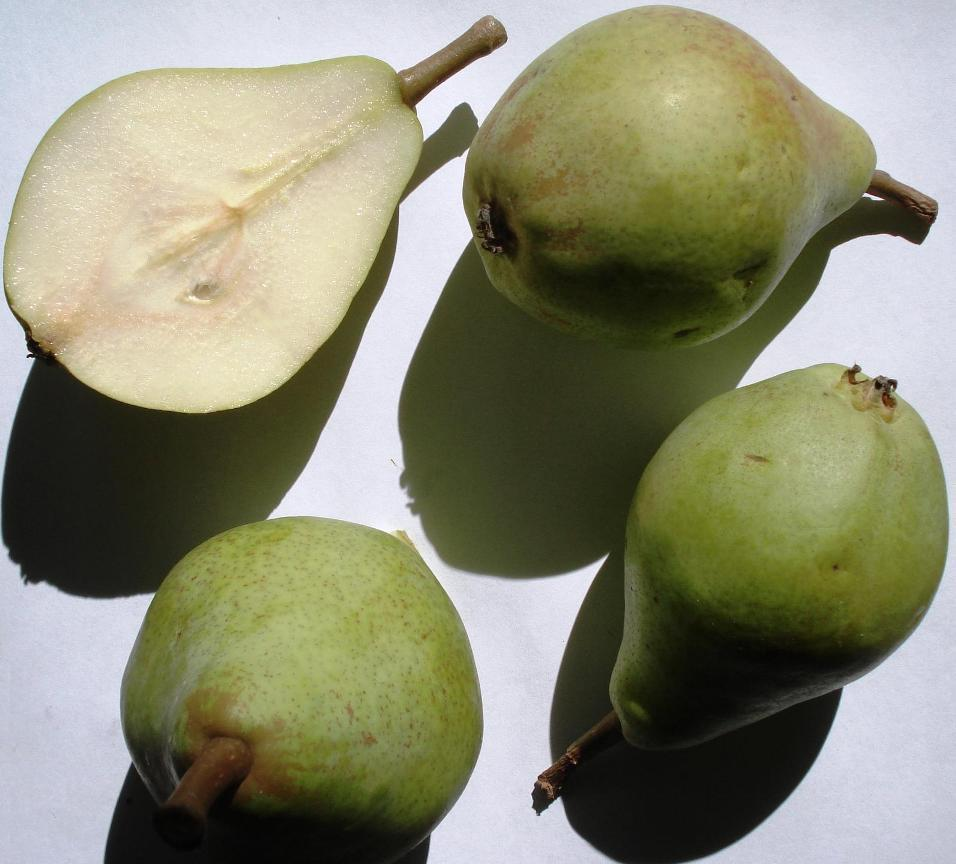
Birnen der Sorte ‘Clapps Liebling’

‘Clapps Liebling’ (Originalname engl.: ‘Clapp’s Favourite’, Synonym: ‘Clapps Lieblingsbirne’) ist eine alte Birnensorte, die als Zufallssämling ca. 1860 in Dorchester (Massachusetts/USA) durch Thaddäus Clapp gezogen wurde. Als Muttersorte wird die Holzfarbige Butterbirne angenommen. Die Erstbeschreibung erfolgte 1869 – in Deutschland 1870 durch Oberdieck, der ihr auch ihren deutschen Namen gab.

## Frucht
Die Frucht ist mittelgroß bis sehr groß und birnen- bis kegelförmig. Die dünne Schale hat eine grüne Grundfarbe (bei Vollreife gelb), auf der von der Sonne beschienenen Seite bildet sich eine hell- bis dunkelbraunrote Deckfarbe heraus. Die Schale weist Punkte von hellbrauner Farbe auf.
Das feine Fruchtfleisch ist weiß bis hellgelb, süß und sehr saftig mit einem feinen Aroma bei wenig Säure.
Die meist als Tafelbirne genutzte Frucht wird im August (hartreif) pflückreif und ist bis Ende September genussreif – womit sie zu den Frühbirnen gehört.

## Baum
Der für alle Erziehungsformen geeignete, schnellwüchsige Baum bildet ohne Pflege und Erziehung breite, pyramidale Kronen.
Der Baum ist stark anfällig auf Feuerbrand.

## Sonstiges
Durch die frühe Reife und (hartreif) gute Lager- und Transportfähigkeit gehört Clapps Liebling zu den im gewerblichen Obstanbau angebauten Sorten.

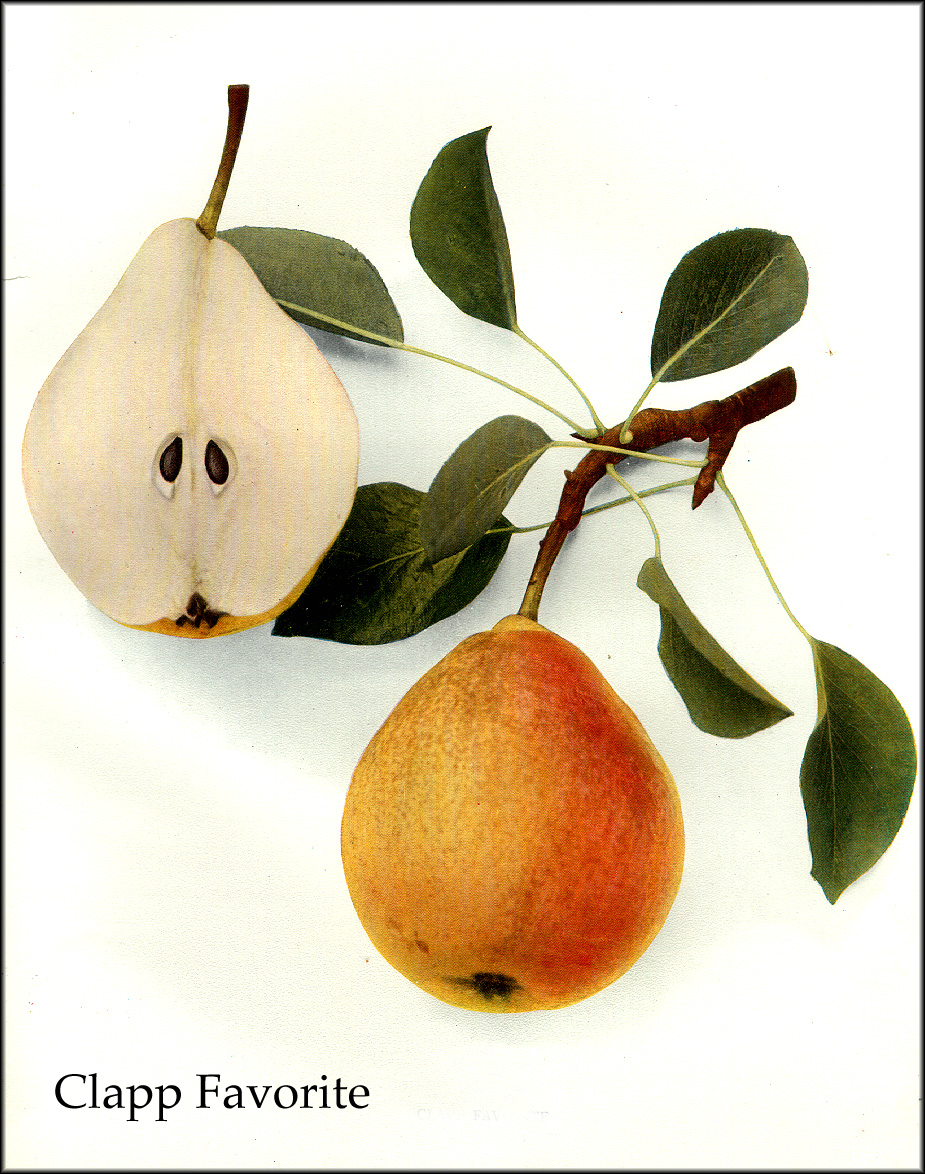
Deutsche Pomologie – Birnen
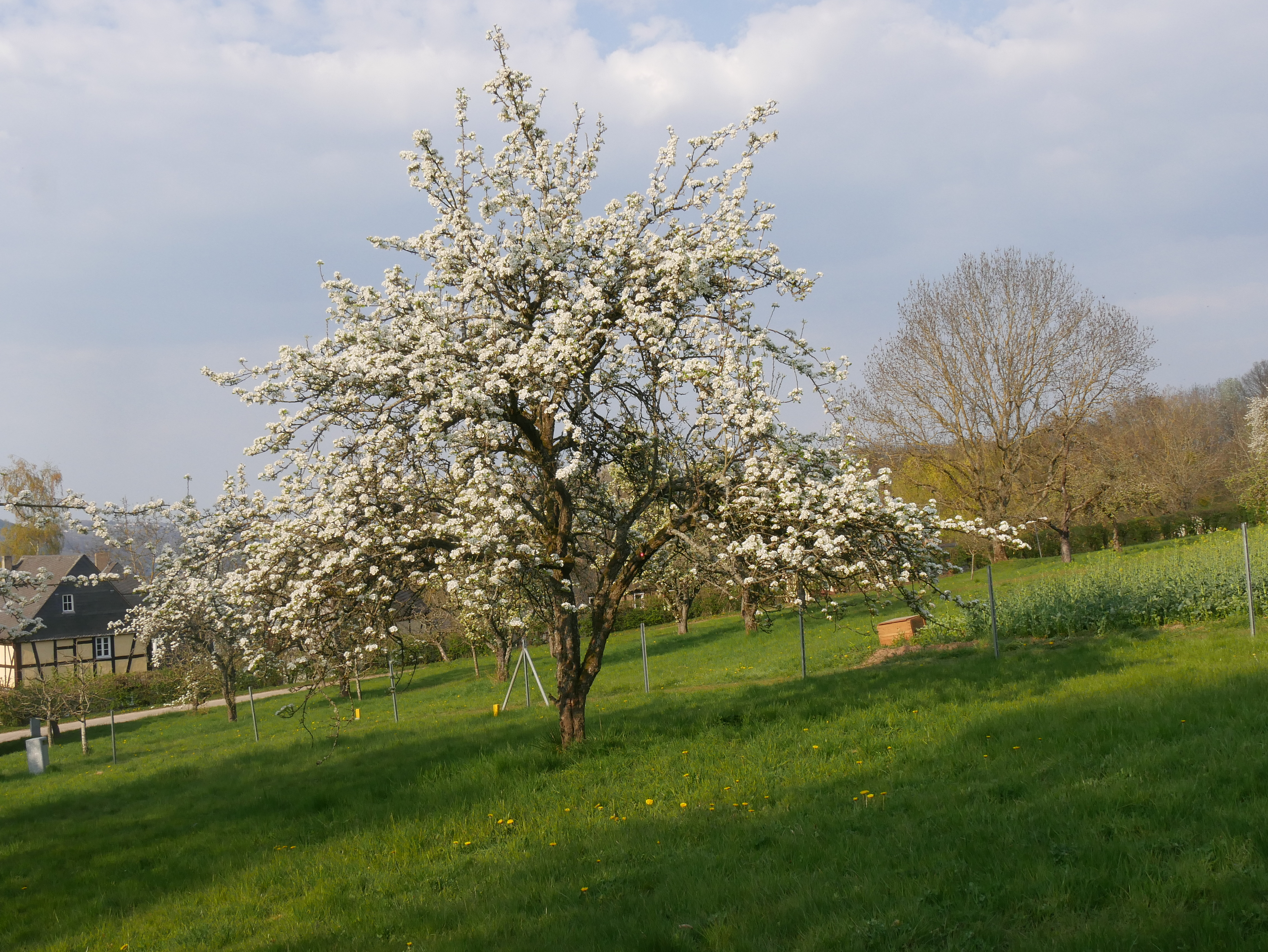
Ganzer Baum
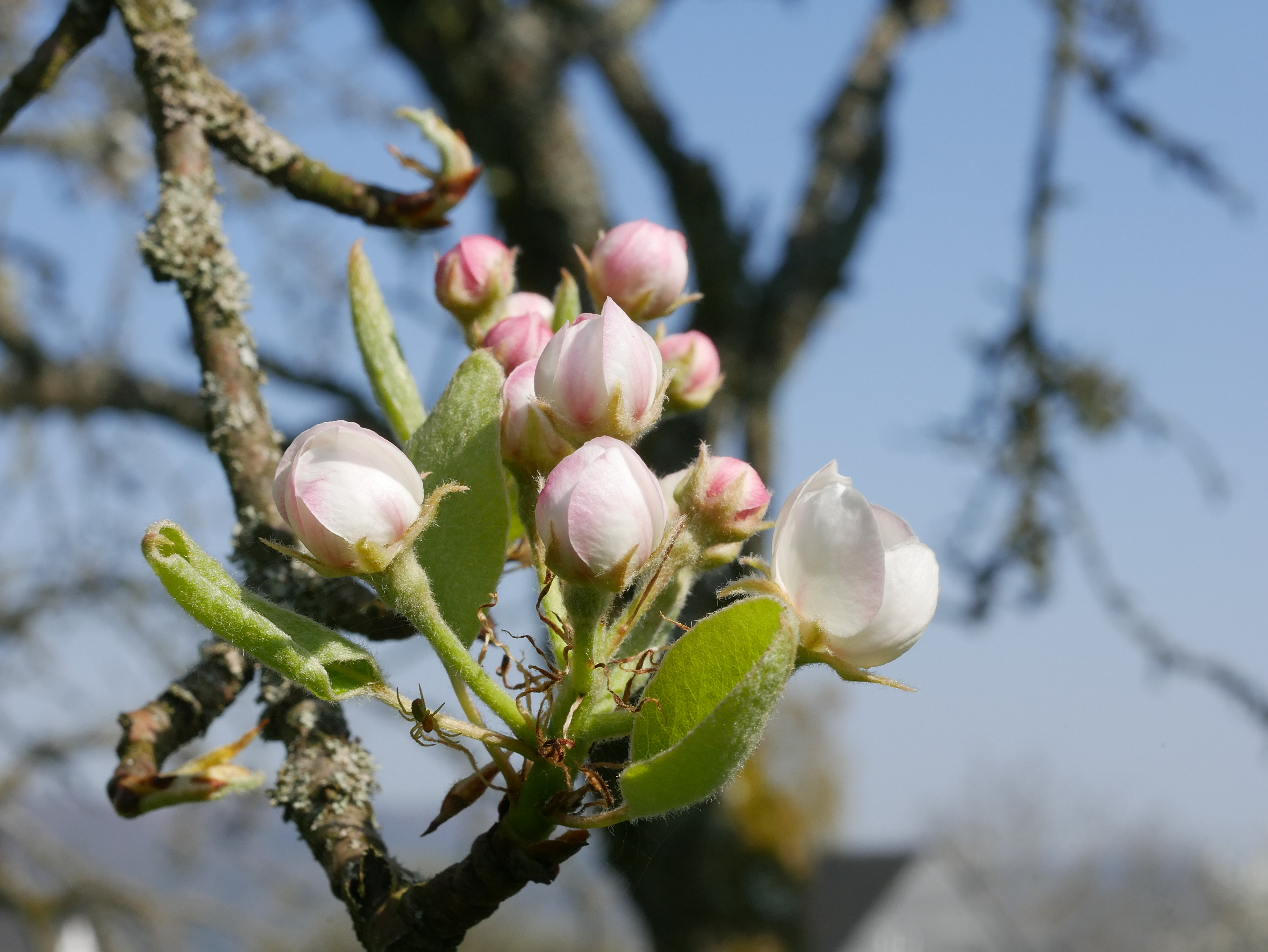
Knospen
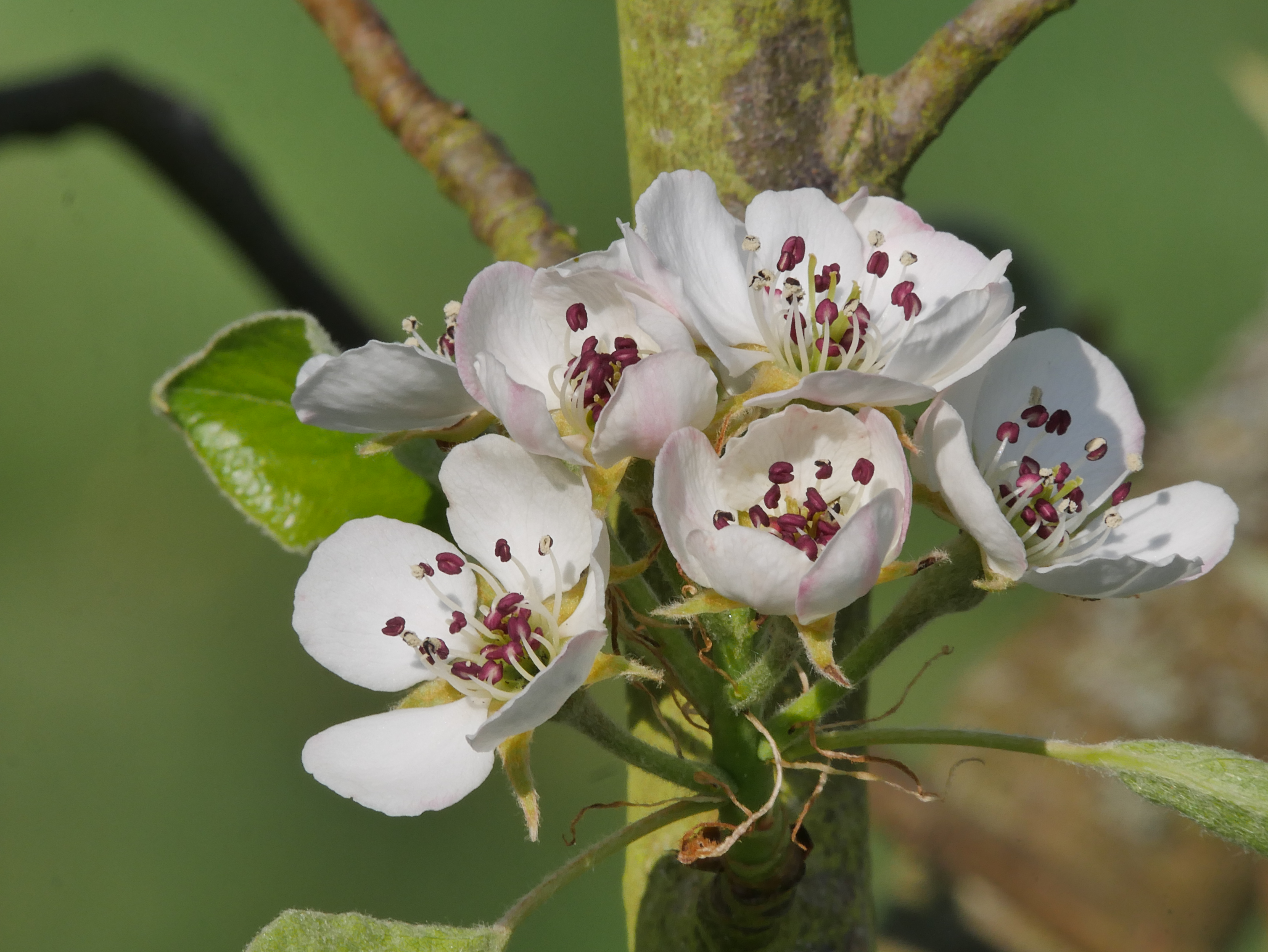
Blüten
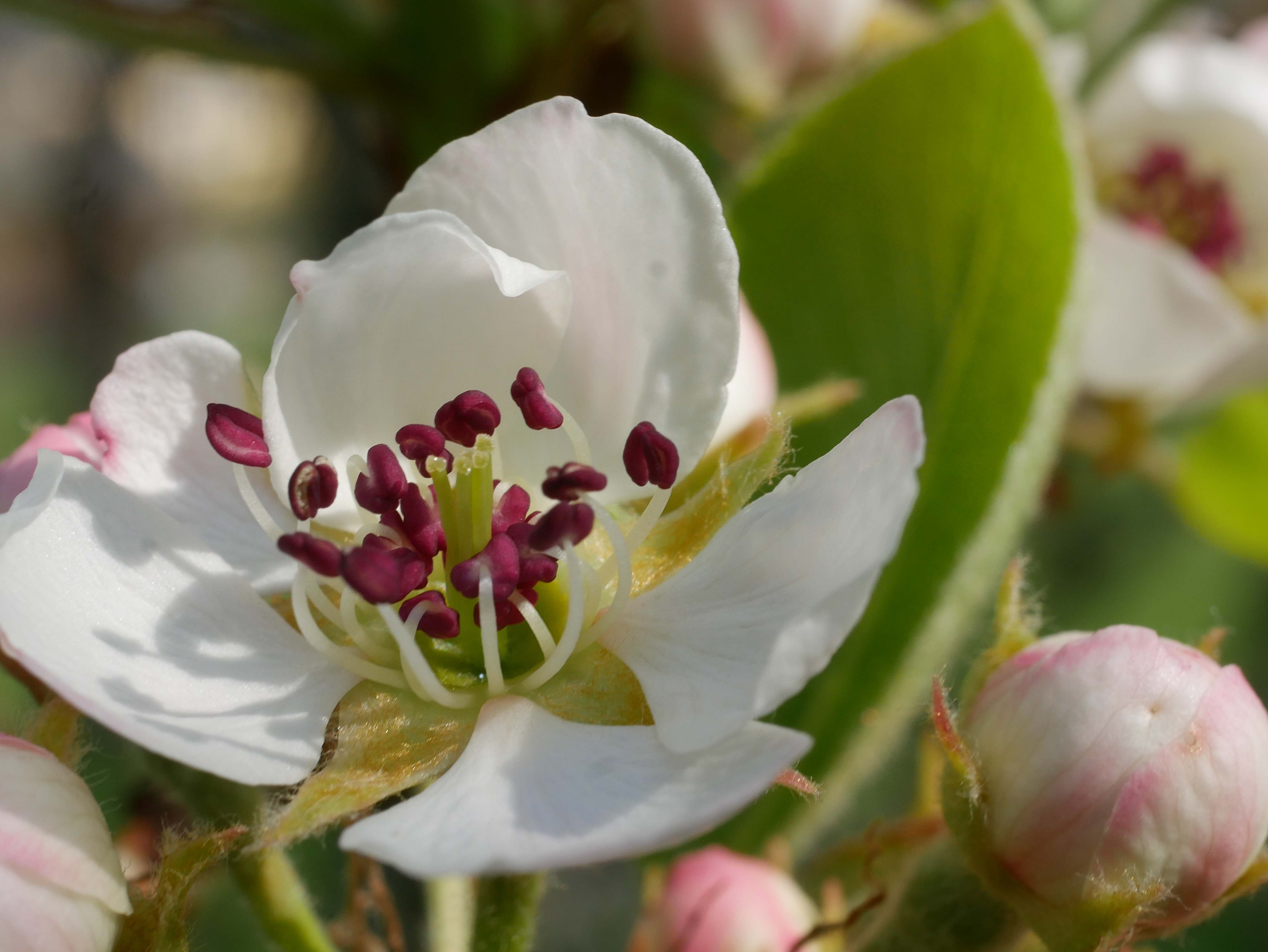
Einzelblüte
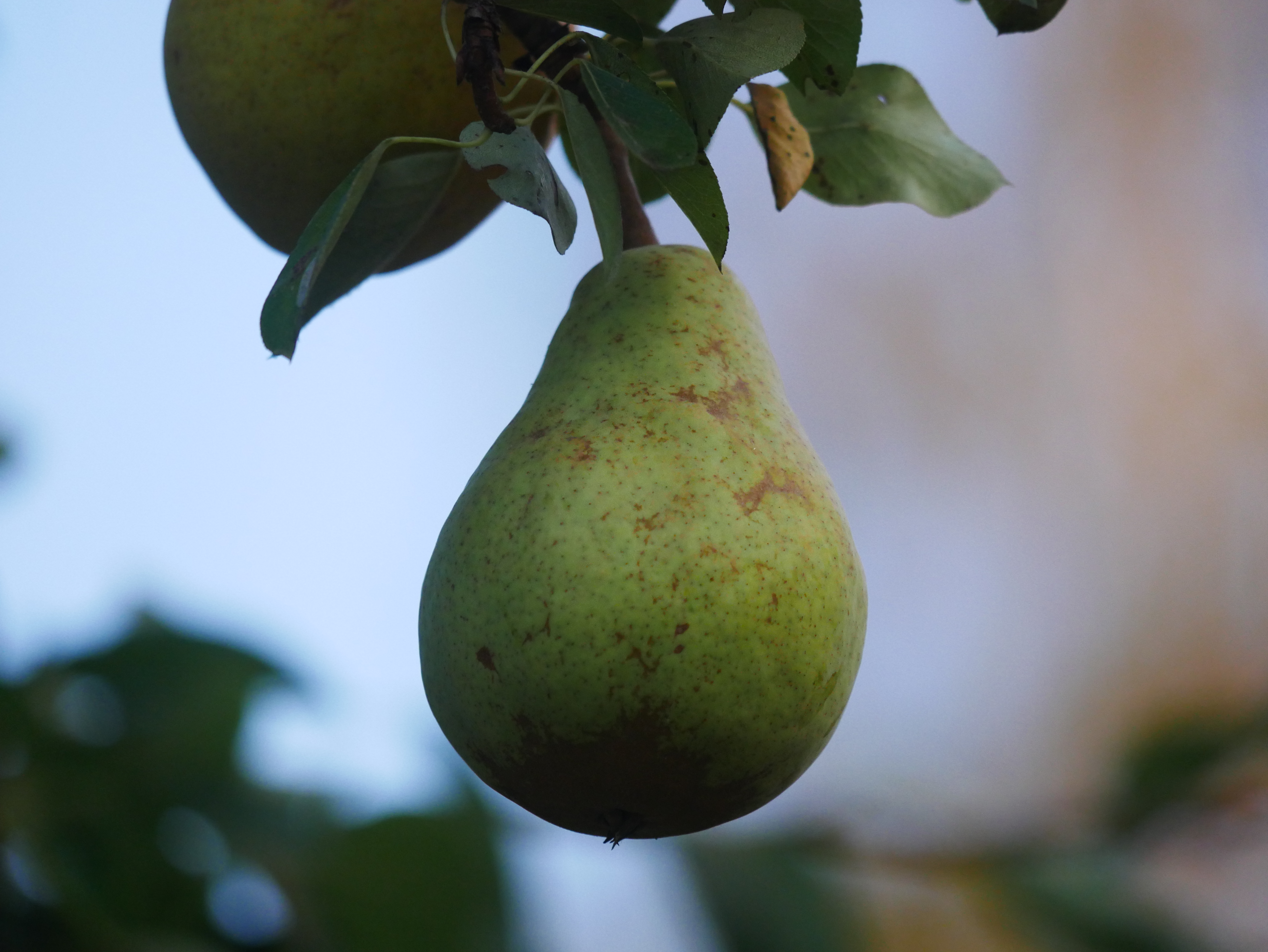
Frucht
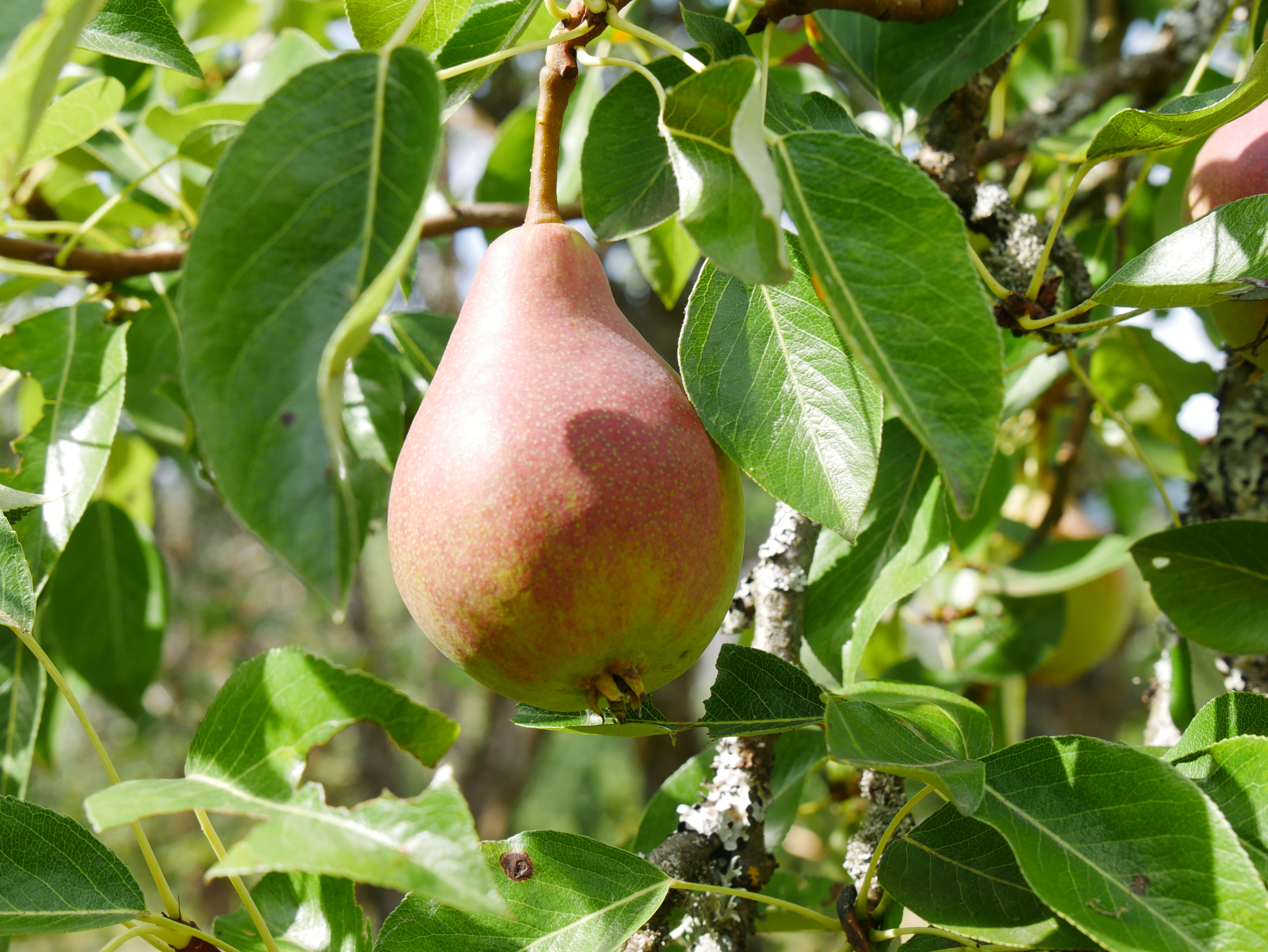
Frucht im Baum